# Louis Handley
Louis de Breda (Lou) Handley (Rome, 14 februari 1874 – New York, 28 december 1956) was een Amerikaans zwemmer en waterpoloër.

## Biografie
Op de Olympische Zomerspelen van 1904 won Handley als lid van de New York Athletic Club de gouden medaille op de 4x50 yards vrije slag. Daarnaast won hij met zijn teamgenoten het demonstratieonderdeel waterpolo.
Handley was de eerste coach van de Amerikaanse Olympische zwemster vanaf 1920 tot en met 1936.

## Onderscheidingen
- 1967: opname in de International Swimming Hall of Fame

 Goud: New York Athletic Club · 
David Bratton · 
George Van Cleaf · 
Budd Goodwin · 
Louis Handley · 
David Hesser · 
Joseph Ruddy · 
James Steen
 Zilver: Chicago Athletic Association · 
Rex Beach · 
Jerome Steever · 
Edwin Swatek · 
Charles Healy · 
Frank Kehoe · 
David Hammond · 
William Tuttle
 Brons: Missouri Athletic Club · 
John Meyers · 
Manfred Toeppen · 
Gwynne Evans · 
Amedee Reyburn · 
Fred Schreiner · 
Augustus Goessling · 
William Orthwein
 Goud: New York Athletic Club -
Joseph Ruddy -
Budd Goodwin -
Louis Handley -
Charles Daniels -
 Zilver: Chicago Athletic Association -
Hugo Goetz -
David Hammond -
Raymond Thorne -
William Tuttle
 Brons: Missouri Athletic Club -
Gwynne Evans -
William Orthwein -
Amedee Reyburn -
Marquard Schwarz
4de: New York Athletic Club -
Edgar Adams -
David Bratton -
George Van Cleaf -
David Hesser